# Brath (komiks)
Brath – amerykańska seria komiksowa fantasy wydawana przez Crossgen Entertainment od lutego 2003 do czerwca 2004. Składa się z 15 części (włączając prequel). Seria została stworzona przez Marka Alessi i Ginę M. Villa, scenariusz napisał Chuck Dixon a rysunki Andrea Di Vito i Enrique Alcatena (6,7). Brath został umiejscowiony w fikcyjnym świecie Hann Jinn występujący w innych tytułach Crossgen Way of the Rat i The Path.
Treść komiksu nawiązuje do takich filmów jak Braveheart i Gladiator.